# فيسيانو
فيسيانو هي مدينة و بلدية في مقاطعة ساليرنو في منطقة كامبانيا في جنوب غرب إيطاليا. هيمنت عليها جامعة ساليرنو ببناء حرم جامعي جديد في المدينة في عام 1988.  تقع البلدية على حدود كلاً من و البارونيس، كالفانيكو كاستيجلون ديل جينوفيزي، جيفوني سي كاسالي، ميركاتو سان سيفيرينو و مونتور.

## الإقتصاد
يعتمد الاقتصاد على الزراعة وتربية الحيوانات لذلك توقّفت أنشطة العمل النحاسي التقليدي في الثمانينيات، على الرغم من وجود بعض المصانع الصناعية (قطاعات المعادن / الميكانيكا ، والزجاج والبلاستيك).

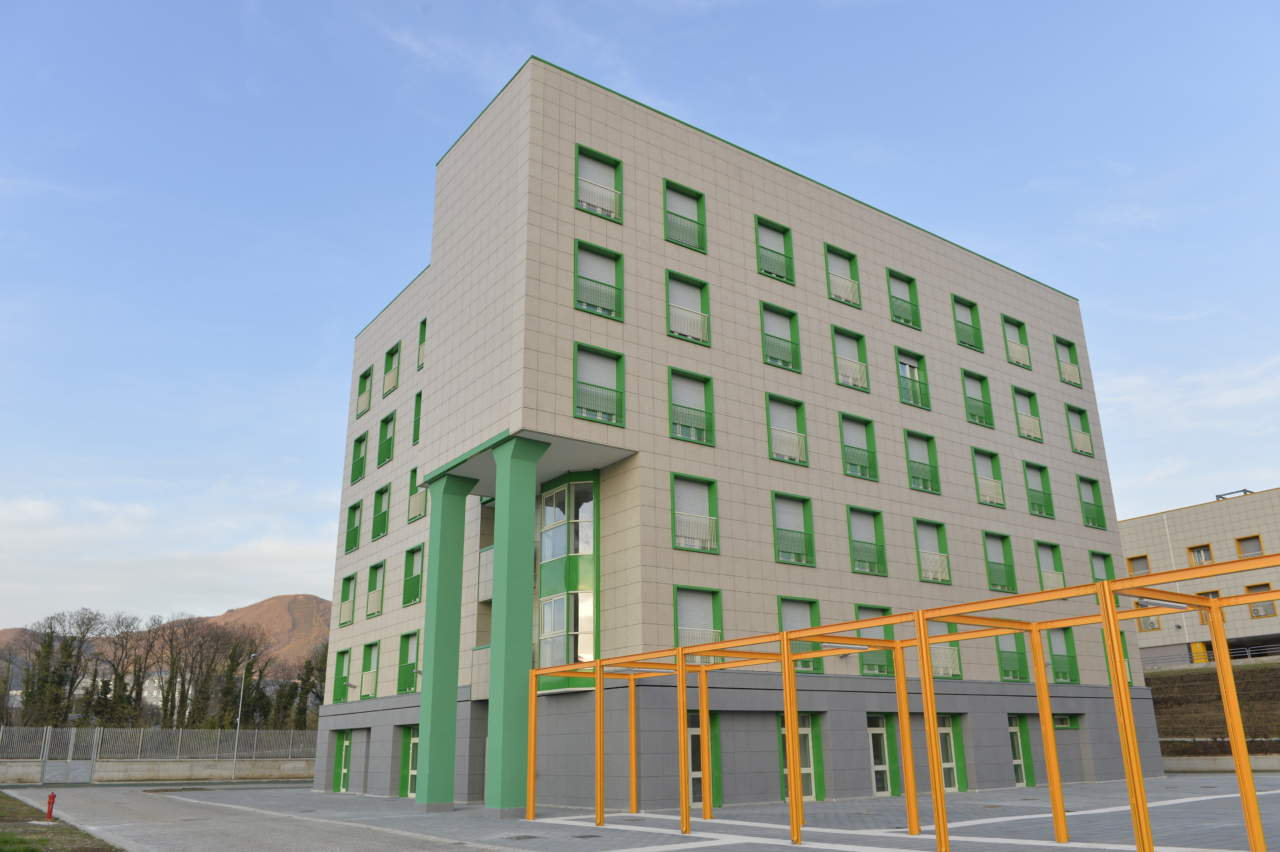
منظر لسكن في الحرم الجامعي

## ينقل
يعمل فيسيانو بواسطة محطة سكة حديد على خط ميركاتو سان، سيفيرينو و ساليرنو..

## نظرة أخرى
- جامعة ساليرنو